# Popeni (Zorleni), Vaslui
Popeni este un sat în comuna Zorleni din județul Vaslui, Moldova, România. Se află în partea de sud-vest a județului, în Colinele Tutovei. La recensământul din 2002 avea o populație de 2808 locuitori.
In acest sat se gasesc doua gradinite si o scoala cu clasele 1-8, de asemenea un dispensar. In Popeni sunt numeroase magazine alimentare cat si un depozit de materiale.
In perioada comunista in sat a operat un CAP in partea vestica a satului si un depozit in fosta casa boiereasca aflat pe strada bisericii. Aceste ferme au fost, in mare parte, demolate si convertite in case, cu exceptia a unui grajdi care inca mai este inca in folosinta. 